# 米米·索爾迪西克
埃米迪奧·「米米」·索爾迪西克（英語：Emidio "Mimi" Soltysik；1974年10月30日—），是美國社會黨的政治活動家，並代表該黨參選2016年美國總統選舉。

## 簡歷
索爾迪西克自特洛伊大学畢業，後來在加州州立大學北嶺分校取得公共行政碩士學位。他在2013年美國社會黨全國代表大會當選為2013年－2015年度男性全國聯席主席；又出任加利福尼亚州社會黨主席。

## 2016年總統競選
2015年10月17日，索爾迪西克獲美國社會黨提名出選2016年美國總統選舉，以安吉拉·尼科尔·沃克為競選搭檔，他们的名字仅在科罗拉多州、密歇根州和关岛得列于选票，最後他獲得2704票。

## 外部連結
- 索爾迪西克總統競選網站 （页面存档备份，存于）